# Driss Merroun
Driss Merroun (en berbère: ⴷⵔⵉⵙ ⵎⵕⵕⵓⵏ ; arabe: ادريس مرون), né dans la région de Taounate, est un homme politique marocain, ancien ministre de l’urbanisme et de l’aménagement du territoire, membre du Mouvement populaire marocain.

## Biographie
Driss Merroun  est ingénieur d’État en génie civil, diplômé de l’École Hassania des travaux publics.  
Il est membre de la Chambre des conseillers et président de la commune d'Aïn Mediouna à Taounate depuis 2009.
Le nouveau Ministre de l’Urbanisme et de l’Aménagement du territoire a aussi occupé, pendant deux mandats, les postes de vice-président et président de la commission de la région Rabat-Salé-Zemmour-Zaër. 
De 2003 à 2009, il a été élu au conseil de la ville de Salé. 
Expert en urbanisme et infrastructures, Merroun avait occupé, de 1978 à 1994, les postes d’ingénieur en chef auprès des municipalités de Tétouan, de Larache et de Salé, en tant que responsable de la programmation, de l’équipement et de l’urbanisme. Il a également occupé des postes dans le secteur privé, notamment en tant que directeur général d’une entreprise de construction et de travaux publics.  